# Avril Live Acoustic
Avril Live Acoustic es el cuarto EP de la cantante canadiense Avril Lavigne, lanzado el 1 de julio de 2004. El EP contiene algunos de los éxitos, hasta ese momento, de la cantante grabados en vivo acústicamente.

## Lista de canciones
| N.º | Título                            | Escritor(es)        | Productor(es) | Duración |  |
| 1.  | «He Wasn't (Live Acoustic)»       | Lavigne, Kreviazuk  | Maida         | 3:15     |  |
| 2.  | «My Happy Ending (Live Acoustic)» | Lavigne, Walker     | Walker        | 3:55     |  |
| 3.  | «Sk8er Boi (Live Acoustic)»       | Lavigne, The Matrix | The Matrix    | 3:36     |  |
| 4.  | «Don't Tell Me (Live Acoustic)»   | Lavigne, Taubenfeld | Walker        | 3:37     |  |
| 5.  | «Take Me Away (Live Acoustic)»    | Lavigne, Taubenfeld | Gilmore       | 2:53     |  |
| 6.  | «Nobody's Home (Live Acoustic)»   | Lavigne, Moody      | Gilmore       | 3:39     |  |